# Epp Mäe
Epp Mäe (Rakvere, 1992. április 2. –) észt női szabadfogású birkózó. A 2018-as birkózó-világbajnokságon a női szabadfogás 76 kg-os súlycsoportjában ötödik lett. A 2016. évi nyári olimpiai játékokon Észtországot képviselte a női szabadfogású birkózásban, 75 kg-ban. A 2015-ös birkózó világbajnokságon bronzérmet szerzett női szabadfogásban 75 kg-os súlycsoportban. A 2017-es birkózó Európa-bajnokságon bronzérmes lett 75 kg-os súlycsoportban. Az Akadémiai Bajnokságon ezüstérmet nyert 75 kg-ban 2014-ben. A katonai közelharc világbajnokságon 2018-ban bronzérmet nyert 76 kg-ban. Az Északi Bajnokságon kétszeres aranyérmes.

## Sportpályafutása
A 2018-as birkózó-világbajnokságon a 76 kg-osok súlycsoportjában a bronzmérkőzés során az kanadai Erica Elizabeth Wiebe volt az ellenfele. A mérkőzést a kanadai 4–0-ra nyerte.
A 2019-es birkózó-világbajnokságon bronzérmet szerzett. Ellenfele a bronzmérkőzésen a kínai Qian Zhou volt, akit 6-4-re legyőzött.